# Cleora nigristigma
Cleora nigristigma är en fjärilsart som beskrevs av Louis Beethoven Prout 1937. Cleora nigristigma ingår i släktet Cleora och familjen mätare. Inga underarter finns listade i Catalogue of Life.